# Moitessieria lineolata
Moitessieria lineolata е вид сладководно коремоного от семейство Moitessieriidae.

## Разпространение
Този вид е ендемичен за Франция.